# Pertica Bassa
Pertica Bassa là một đô thị thuộc tỉnh Brescia trong vùng Lombardia ở Ý. Đô thị này có diện tích 30 km², dân số 711 người.
Đô thị này giáp với các đô thị sau: Collio (Brescia), Lavenone, Marmentino, Pertica Alta, Vestone.